# Gymnoscelis semipurpurea
Gymnoscelis semipurpurea är en fjärilsart som beskrevs av Hans Rebel 1915. Gymnoscelis semipurpurea ingår i släktet Gymnoscelis och familjen mätare. Inga underarter finns listade i Catalogue of Life.